# 劉恵端
劉 恵端（劉 惠端、りゅう けいたん、? - 489年）は、南朝斉の明帝蕭鸞の夫人。明敬劉皇后と追尊された。本貫は彭城郡。

## 経歴
劉景猷と王氏（平陽郷君）の娘として生まれた。蕭道成は蕭鸞の妻として恵端を迎えさせた。建元3年（481年）、恵端は西昌侯夫人となった。蕭宝巻・蕭宝玄・蕭宝寅・蕭宝融を生んだ。永明7年（489年）、死去した。江乗県の張山に葬られた。延興元年（494年）、宣城王妃の位を追贈された。同年に明帝が即位すると、敬皇后と追尊された。永泰元年（498年）、明帝が崩御すると、改葬されて興安陵に陪葬された。

## 伝記資料
- 『南斉書』巻20 列伝第1
- 『南史』巻11 列伝第1